# Slottet Weitra

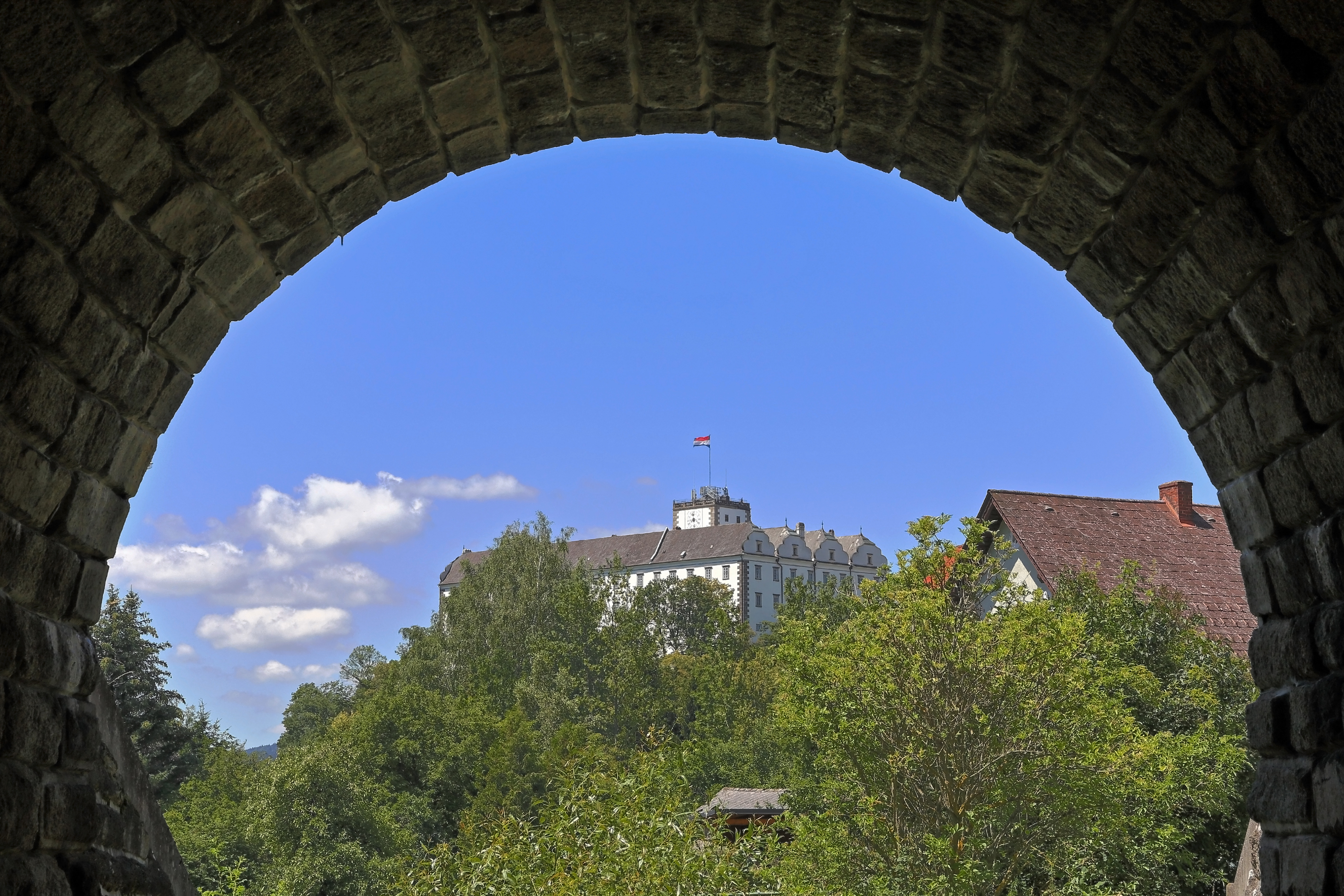
Slottet Weitra

Slottet Weitra är ett renässansslott i den österrikiska staden Weitra i förbundslandet Niederösterreich. 
Slottet Weitra byggdes mot slutet av 1500-talet efter ritningar av Pietro Ferrabosco på platsen för den gamla borgen som Hadmar II av Kuenring lät uppföra på 1200-talet. Slottets innergård präglas av fina arkadgångar i tre våningar. Även ett slottsteater byggdes. Efter bränder på 1600-talet tillkom barocka och rokokoelement. Efter andra världskriget skadades slottet delvis och förföll. 1994 renoverades slottet och öppnades för allmänheten. Idag inhyser slottet två museer (slottsmuseet och bryggerimuseet) samt en utställning och restaurang. På sommaren ges teaterföreställningar. 